# メソアメリカ

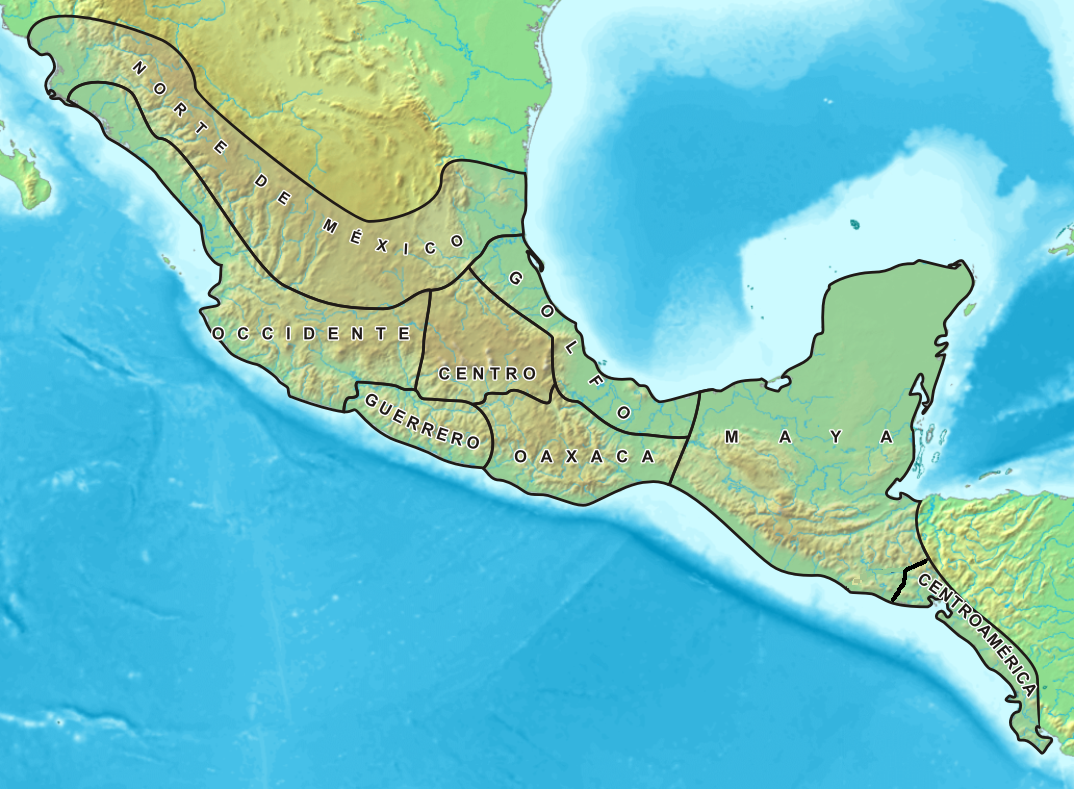
メソアメリカの範囲及び地域区分

メソアメリカ（Mesoamerica）は、メキシコおよび中央アメリカ北西部とほぼ重複する地域において、共通的な特徴をもった農耕民文化ないし様々な高度文明（マヤ、テオティワカン、アステカなど）が繁栄した文化領域を指し、パウル・キルヒホフの文化要素の分布研究により定義された。地理的には、北はメキシコのパヌコ川からシナロア川あたりまで、南はホンジュラスのモタグァ河口あたりからコスタリカのニコヤ湾あたりまでであるが、この境界線は歴史的に一定していたわけではない。
下記のように壮麗な神殿ピラミッドなどを現在も残すメソアメリカ文明が繁栄した地域であるメソアメリカでは、
- 定住農村村落の成立（紀元前2000年以後[1]）
- オルメカ文明（メキシコ湾岸；紀元前1250頃-紀元前後）
- テオティワカン文明（メキシコ中央高原；紀元前後-7世紀頃）
- マヤ文明（メキシコ南東部、ユカタン半島、グアテマラなど；紀元前3世紀-16世紀）
- トルテカ文明（メキシコ中央高原；7世紀頃-12世紀頃）
- サポテカ文明（メキシコ・オアハカ地方；紀元前10世紀-16世紀）
- ミシュテカ文明（メキシコ・オアハカ地方；）
- タラスカ王国（メキシコ西部地域、ミチョアカン州など；）
- アステカ帝国（メキシコ中央高原；15世紀前半-1521年）

などが興亡した。
これらの文化はアジア、ヨーロッパ、アフリカの三大陸の文明との交流を経験せず、地理的に孤立した環境で発展した。また、南米のインカに代表されるアンデス文明との関係性もないと見られ、その意味で、古代中国、メソポタミア、アンデスとこのメソアメリカが「世界の四大一次文明」と呼ばれることもある。製鉄技術を知らなかったものの、巨大な建造物や都市を造営できるほどの建築技術や天体観測による暦、独自の文字体系を有し、宗教においても独自な体系を成立させるなど、他大陸の文明とは際立った特徴を有していた。
神殿文化は紀元前二千年紀の末に起こり、それから約2500年の間、外部世界の影響や干渉を受けることなく自力で発展し続けた。ところが15世紀の末、コロンブスに率いられたスペイン人が突然侵入してきた。スペイン人は政治的に住民を征服したばかりでなく、キリスト教化が図られる中で、神殿等は破壊、高度な技術・文化部分を担っていたと思われる旧来の王や貴族等の支配者、聖職者等の層が弾圧されたこと、スペイン人らによって持ち込まれた伝染病によって人口が激減したことにより、その内容が十分に理解・継受されることのないまま滅亡することとなった。